# Deutsche Meisterschaften der DUV
Die Deutschen Meisterschaften der DUV (Deutsche Ultramarathon-Vereinigung) für verschiedene Disziplinen des Ultralaufes werden bzw. wurden jährlich ausgetragen. In jeder der fünf Disziplinen wurden in der Männer- und in der Frauenklasse ein Deutscher Meister ermittelt. Seit 2019 werden von der DUV nur noch DUV Meisterschaften im 6-Stunden-Lauf veranstaltet, die anderen vier Disziplinen 50-km-Straßenlauf, 100-km-Straßenlauf, 24-Stunden-Lauf und Ultratrail werden seit 2022 als Deutsche Meisterschaften in Kooperation mit dem Deutschen Leichtathletik-Verband (DLV) veranstaltet.

## Geschichte
Die Deutsche Ultramarathon-Vereinigung wurde 29. Dezember 1985 in Rodenbach (bei Hanau) gegründet und hat als weltweit größte Organisation der Ultramarathonläufer etwa 1600 Mitglieder (Stand: April 2017). Folgende Meisterschaften wurden seitdem ausgetragen:
- 100-km-Lauf Straße inoffiziell 1984 bis 1986 – seit 1987 offizielle Meisterschaften des DLV
- 100-Kilometer-Bahnlauf 1989–2001
- 50-Kilometer-Lauf Straße seit 1995
- 50-Kilometer-Bahnlauf 2000–2001
- 6-Stunden-Lauf seit 2012
- 24-Stunden-Lauf seit 1989
- Ultratrail (früher unter Bezeichnung Cross- und Landschaftslauf) seit 2001

Am 16. Februar 2018 beschloss der DLV-Verbandsrat auf seiner Sitzung in Bochum einige Änderungen in den DLV-Ordnungen. Ab 1. Januar 2019 sind auf Grund der Aufnahme von Ultralaufdistanzen ins Wettkampfprogramm der Männer/Frauen der 50-Kilometer-Lauf, der 24-Stunden-Lauf und der Ultratrail DLV-Meisterschaftsdisziplinen, wobei die Deutschen Meisterschaften durch die Deutsche Ultramarathon-Vereinigung (DUV) ausgerichtet werden, bei Anwendung der Regelwerke des DLV.
Die Deutschen Meisterschaften der vier Ultramarathon-Disziplinen 50 Kilometer, 100 Kilometer, 24 Stunden und Ultratrail werden seit 2022 als Deutsche Ultramarathon-Meisterschaften der Deutschen Ultramarathon-Vereinigung (DUV) in Kooperation mit dem Deutschen Leichtathletik-Verband (DLV) ausgetragen.

## 100-km-Läufe
Der 100-km-Lauf kann, wie der 50-km- und andere Läufe, als Bahn- oder Straßenlauf durchgeführt werden.

### 100-km-Straßenlauf
Die ersten Deutschen Meisterschaften der DUV im 100-Kilometer-Straßenlauf wurden von 1984 bis 1986 ausgerichtet und trugen den Beinamen "inoffizielle deutsche 100-km-Meisterstaft". Ab 1987 stehen sie unter der Ägide des Deutschen Leichtathletik-Verbandes (DLV). Im November 2016 verkündete der DLV, obwohl schon im Sommer beschlossen, dass ab 2017 Ausländer ohne deutsche Staatsbürgerschaft nicht mehr an Deutschen Leichtathletik-Meisterschaften teilnehmen dürfen.
Laut DLV-Präsident Clemens Prokop soll die Regelungsänderung in erster Linie bezwecken „sicherzustellen, dass die deutschen Meisterschaften zur Ermittlung des besten deutschen Staatsangehörigen dienen“, und es wird neben der Deutschen Meisterschaft kein Wettbewerb betroffen sein. Der DLV begründete die Regeländerung auch damit den Missstand beseitigt zu haben, dass sich etwa (finanzstarke) Vereine einen regelwidrigen Vorteil durch aus dem Ausland kurzfristig eingekaufte Athleten verschafften, bei denen das Eintrittsdatum in den Verein vordatiert war, um die vorgeschriebene einjährige Mitgliedschaft vorzutäuschen, oder erhebliche Zweifel am Alter von Athleten nicht überprüft werden konnten. Nun werden aber diejenigen diskriminiert, die hier leben, schon jahrelang in Vereinen sind und bereits an Deutschen Meisterschaften teilnehmen konnten.
Die DUV verabschiedete auf ihrer Mitgliederversammlung am 10. März 2017 einhellig eine Resolution, die sich gegen das vom DLV beschlossene Startverbot von Ausländern ohne deutsche Staatsbürgerschaft bei den Deutschen Meisterschaften wendet. Denn diese können auch für die Wertung in der Ultramarathon-Bundesliga nicht punkten, wenn das offizielle 100-km-DM-Ergebnis herangezogen würde. In der Klausurtagung vom 1./2. April beschloss das DUV-Präsidium deshalb für die Bundesligapunkte die Wertung des offenen Laufs und nicht die der DM-Wertung heranziehen, damit diese Sportler weiterhin ihren Vereinen zu Bundesligapunkten verhelfen können.

#### Deutsche Meisterschaften 100-km-Straßenlauf (inoffiziell)
|     | Jahr | Datum     | Ort/Veranstaltung                                                | Zieleinläufe      | Ergebnisse |
| --- | ---- | --------- | ---------------------------------------------------------------- | ----------------- | ---------- |
| 01. | 1984 | 14. April | Rodenbach, 1. Int. Deutscher 100-km-Lauf des SSC Hanau-Rodenbach | 154 (142 m, 12 w) | Ergebnisse |
| 02. | 1985 | 24. April | Rodenbach, 2. Int. Deutscher 100-km-Lauf des SSC Hanau-Rodenbach | 176 (158 m, 18 w) | Ergebnisse |
| 03. | 1986 | 19. April | Rodenbach, 3. Int. Deutscher 100-km-Lauf des SSC Hanau-Rodenbach | 193 (181 m, 12 w) | Ergebnisse |

#### Liste der Deutschen Meister 100-km-Straßenlauf (inoffiziell)
Von 1984 bis 1986 ermittelte die DUV inoffizielle Meister. Seit 1987 werden die offiziellen Deutschen Meisterschaften im 100-km-Straßenlauf vom DLV ausgerichtet, seit 2022 als Deutsche Ultramarathon-Meisterschaften der DUV in Kooperation mit dem DLV.

##### Podestplätze Frauen
|     | Jahr | 1. Platz        | h       | 2. Platz       | h       | 3. Platz       | h       |
| --- | ---- | --------------- | ------- | -------------- | ------- | -------------- | ------- |
| 01. | 1984 | Monika Kuno     | 8:09:57 | Ursula Schäfer | 8:12:37 | Maria Arbogast | 8:59:42 |
| 02. | 1985 | Monika Kuno -2- | 8:16:15 | Angela Mertens | 8:19:04 | Ursula Schäfer | 8:28:50 |
| 03. | 1986 | Agnes Eberle    | 7:58:22 | Erika Hahn     | 8:57:4  | Maria Arbogast | 9:07:57 |

##### Podestplätze Männer
|     | Jahr | 1. Platz                | h       | 2. Platz       | h       | 3. Platz            | h       |
| --- | ---- | ----------------------- | ------- | -------------- | ------- | ------------------- | ------- |
| 01. | 1984 | Manfred Träger          | 6:45:20 | Gerd Boldhaus  | 6:47:20 | Hans-Werner Kleu    | 6:54:58 |
| 02. | 1985 | Alfonso Anzaldo Meneses | 6:54:27 | Harry A. Arndt | 7:02:38 | Hans-Martin Erdmann | 7:03:53 |
| 03. | 1986 | Vaclav Kamenik          | 6:37:10 | Rune Larsson   | 6:53:01 | Hans Reich          | 6:53:54 |

### 100-km-Bahnlauf
Der ersten 100-Kilometer-Bahnlaufmeisterschaften fanden 1989 in Ronneburg statt. Bis 2001 wurden zwölf Meisterschaften ausgetragen.

#### Deutsche Meisterschaften 100-km-Bahnlauf
|     | Jahr | Datum    | Ort/Veranstaltung                                                 | Zieleinläufe   | Ergebnisse |
| --- | ---- | -------- | ----------------------------------------------------------------- | -------------- | ---------- |
| 01. | 1989 | 28. Okt. | Ronneburg, DUV-DM im 100 km Bahnlauf                              | 07 (5 M, 2 W)  | Ergebnisse |
| 02. | 1990 | 13. Okt. | Bad Driburg, DUV-DM im 100 km Bahnlauf                            | 03 (3 M, 0 W)  | Ergebnisse |
| 03. | 1991 | 31. Aug. | Elze, 100 km Lauf Elze                                            | 07 (6 m, 1 w)  | Ergebnisse |
| 04. | 1992 | 10. Okt. | Ottweiler, 100 km Bahnlauf Ottweiler                              | 10 (8 m, 2 w)  | Ergebnisse |
| 05. | 1993 | 2. Okt.  | Berlin, 100 km Lauf Berlin                                        | 08 (5 m, 3 w)  | Ergebnisse |
| 06. | 1994 | 29. Okt. | Bad Driburg 100 km Lauf Bad Driburg                               | 14 (9 m, 5 w)  | Ergebnisse |
| 07. | 1995 | 7. Okt.  | Ottweiler, 100 km Bahnlauf Ottweiler                              | 11 (9 m, 2 w)  | Ergebnisse |
| 08. | 1996 | 13. Apr. | Usingen, 8. DUV-DM im 100 km Bahnlauf                             | 23 (17 m, 6 w) | Ergebnisse |
| 09. | 1997 | 18. Okt. | Warburg, 100 km Lauf Warburg                                      | 12 (9 m, 3 w)  | Ergebnisse |
| 10. | 1998 | 18. Apr. | Rodenbach, 14. Int. Deutscher 100-km-Lauf des SSC Hanau-Rodenbach | 25 (18 m, 7 w) | Ergebnisse |
| -   | 1999 |          | nicht ausgetragen                                                 |                |            |
| 11. | 2000 | 7. Okt.  | Ottweiler, 100 km Bahnlauf Ottweiler                              | 09 (7 m, 2 w)  | Ergebnisse |
| 12. | 2001 | 6. Okt.  | Fellbach, 12. DUV-DM im 100 km Bahnlauf                           | 07 (6 m, 1 w)  | Ergebnisse |

#### Liste der Deutschen Meister 100-km-Bahnlauf

##### Podestplätze Frauen
|     | Jahr | 1. Platz                  | h       | 2. Platz          | h        | 3. Platz        | h        |
| --- | ---- | ------------------------- | ------- | ----------------- | -------- | --------------- | -------- |
| 01. | 1989 | Katharina Janicke         | 8:13:59 | Christel Roos     | 10:37:04 | -               |          |
| 02. | 1990 | -                         |         | -                 |          | -               |          |
| 03. | 1991 | Anna Dyck                 | 8:24:43 | -                 |          | -               |          |
| 04. | 1992 | Anna Dyck -2-             | 8:55:20 | Ursula Schmitz    | 09:50:16 | -               |          |
| 05. | 1993 | Helga Backhaus            | 8:50:59 | Anna Dyck         | 09:19:06 | Christel Roos   | 10:32:08 |
| 06. | 1994 | Helga Backhaus -2-        | 8:40:46 | Anna Dyck         | 09:43:05 | Sigrid Eichner  | 10:11:10 |
| 07. | 1995 | Anna Dyck -3-             | 9:09:09 | Christel Roos     | 11:23:51 | -               |          |
| 08. | 1996 | Anke Molkenthin           | 9:31:07 | Ingeborg Urbach   | 09:51:55 | Sigrid Eichner  | 09:57:37 |
| 09. | 1997 | Helga Backhaus -3-        | 9:24:20 | Else Bayer        | 10:35:38 | Ingeborg Urbach | 10:59:56 |
| 10. | 1998 | Anke Drescher             | 8:13:58 | Helga Backhaus    | 09:32:29 | Ingrid Kupke    | 10:22:02 |
| -   | 1999 |                           |         | nicht ausgetragen |          |                 |          |
| 11. | 2000 | Birgit Lennartz-Lohrengel | 7:50:49 | Ute Wollenberg    | 08:17:18 | -               |          |
| 12. | 2001 | Anke Drescher -2-         | 9:18:34 | -                 |          | -               |          |

##### Podestplätze Männer
|     | Jahr | 1. Platz          | h       | 2. Platz            | h       | 3. Platz         | h       |
| --- | ---- | ----------------- | ------- | ------------------- | ------- | ---------------- | ------- |
| 01. | 1989 | Jürgen Mennel     | 7:24:25 | Harry A. Arndt      | 7:53:40 | Friedrich Mößner | 8:17:31 |
| 02. | 1990 | Jürgen Mennel -2- | 7:02:54 | Hans-Werner Schween | 7:55:24 | Helmut Schieke   | 8:27:23 |
| 03. | 1991 | Helmut Dreyer     | 6:58:58 | Jürgen Mennel       | 7:20:18 | Harry A. Arndt   | 7:57:28 |
| 04. | 1992 | Helmut Dreyer -2- | 7:29:15 | Manfred Leismann    | 7:39:31 | Hans Reich       | 7:45:14 |
| 05. | 1993 | Helmut Dreyer -3- | 7:28:21 | Björn Grass         | 7:35:49 | Karsten Sörensen | 7:44:32 |
| 06. | 1994 | Helmut Dreyer -4- | 7:18:26 | Jürgen Mennel       | 7:26:10 | Stefan Hinze     | 7:29:01 |
| 07. | 1995 | Helmut Dreyer -5- | 7:24:03 | Jürgen Mennel       | 7:29:21 | Achim Heukemes   | 7:37:33 |
| 08. | 1996 | Michael Maier     | 6:54:17 | Helmut Dreyer       | 7:18:31 | Volkmar Mühl     | 7:44:13 |
| 09. | 1997 | Stefan Hinze      | 7:44:32 | Achim Heukemes      | 8:13:28 | Josef Kaufmann   | 8:30:08 |
| 10. | 1998 | Henrik Madsen     | 7:19:54 | Volkmar Mühl        | 7:29:31 | Achim Heukemes   | 7:35:12 |
| -   | 1999 |                   |         | nicht ausgetragen   |         |                  |         |
| 11. | 2000 | Wolfgang Schwerk  | 7:43:18 | Achim Heukemes      | 7:58:17 | Robert Wimmer    | 8:26:18 |
| 12. | 2001 | Thomas Blumtritt  | 7:42:40 | Robert Wimmer       | 7:46:15 | Henry Wehder     | 8:35:03 |

## 50-km-Läufe
Der 50-km-Lauf kann, wie der 100-km- und andere Läufe, als Bahn- oder Straßenlauf durchgeführt werden.

### 50-km-Straßenlauf
Die Deutschen Meisterschaften der DUV im 50-Kilometer-Straßenlauf wurden von 1995 bis 2018 ausgerichtet, seit 2022 als Deutsche Ultramarathon-Meisterschaften der DUV in Kooperation mit dem DLV. Ab 2019 siehe Liste der Deutschen Meister im 50-km-Straßenlauf.

#### Deutsche Meisterschaften 50-km-Straßenlauf
|     | Jahr | Datum    | Ort/Veranstaltung                                                  | Zieleinläufe      | Ergebnisse |
| --- | ---- | -------- | ------------------------------------------------------------------ | ----------------- | ---------- |
| 01. | 1995 | 8. Apr.  | Hanau-Rodenbach, 4. Int. 50-km-Lauf des SSC Hanau-Rodenbach        | 559 (472 m, 87 w) | Ergebnisse |
| 02. | 1996 | 10. März | Marburg, 50-km-Lauf Marburg                                        | 245 (198 m, 47 w) | Ergebnisse |
| 03. | 1997 | 6. Sept. | Rheine-Elte (Rheine), 50 km Lauf Rheine-Elte                       | 119 (93 m, 26 w)  | Ergebnisse |
| 04. | 1998 | 17. Okt. | Schwäbisch Gmünd 8. Schwäbische Alb Marathon                       | 533 (462 m, 71 w) | Ergebnisse |
| 05. | 1999 | 13. Nov. | Hanau-Rodenbach, 8. Int. 50-km-Lauf des SSC Hanau-Rodenbach        | 373 (310 m, 63 w) | Ergebnisse |
| 06. | 2000 | 26. März | Vöhl, Edersee Supermarathon 50km                                   | 337 (292 m, 45 w) | Ergebnisse |
| 07. | 2001 | 1. Apr.  | Marburg, 50km Rund um die Steinmühle                               | 121 (104 m, 17 w) | Ergebnisse |
| 08. | 2002 | 13. Apr. | Leipzig, 7. Leipziger 50 km Lauf am Auensee                        | 072 (59 m, 13 w)  | Ergebnisse |
| 09. | 2003 | 2. Nov.  | Bottrop, 50 km Straßenlauf in Bottrop                              | 275 (221 m, 54 w) | Ergebnisse |
| 10. | 2004 | 5. Sept. | Arnsberg, 7. 50-km-Ultramarathon in Arnsberg                       | 047 (40 m, 7 w)   | Ergebnisse |
| 11. | 2005 | 9. Apr.  | Marburg, 50km Rund um die Steinmühle                               | 117 (96 m, 21 w)  | Ergebnisse |
| 12. | 2006 | 25. März | Grünheide/Kienbaum, XXVI. Internat. 50-km-Lauf Grünheide/Kienbaum  | 059 (45 m, 14 w)  | Ergebnisse |
| 13. | 2007 | 4. Nov.  | Bottrop, 50 km Straßenlauf in Bottrop                              | 164 (126 m, 38 w) | Ergebnisse |
| 14. | 2008 | 8. März  | Marburg, 50km Rund um die Steinmühle                               | 162 (135 m, 27 w) | Ergebnisse |
| 15. | 2009 | 18. Apr. | Hanau-Rodenbach, 11. Int. 50-km-Lauf des SSC Hanau-Rodenbach       | 199 (166 m, 33 w) | Ergebnisse |
| 16. | 2010 | 7. Nov.  | Bottrop, 50 km Straßenlauf in Bottrop                              | 252 (201 m, 51 w) | Ergebnisse |
| 17. | 2011 | 5. März  | Marburg, 50 km Straßenlauf in Marburg                              | 191 (148 m, 43 w) | Ergebnisse |
| -   | 2012 |          | nicht ausgetragen                                                  |                   |            |
| 18. | 2013 | 10. Nov. | Bottrop, 50 km Straßenlauf in Bottrop                              | 342 (271 m, 71 w) | Ergebnisse |
| 19. | 2014 | 29. März | Grünheide/Kienbaum, XXXIV. Internat. 50-km-Lauf Grünheide/Kienbaum | 094 (69 m, 25 w)  | Ergebnisse |
| 20. | 2015 | 28. Feb. | Marburg, 50km Lahntallauf                                          | 223 (175 m, 48 w) | Ergebnisse |
| 21. | 2016 | 5. März  | Berlin, 1st Berlin 50K                                             | 186 (149 m, 37 w) | Ergebnisse |
| 22. | 2017 | 21. Okt. | Schwäbisch Gmünd, 27. Alb Marathon Schwäbisch Gmünd                | 370 (294 m, 76 w) | Ergebnisse |
| 23. | 2018 | 8. Apr.  | Ebershausen, 6. Ebershauser 50 km Lauf                             | 133 (107 m, 26 w) | Ergebnisse |

#### Liste der Deutschen Meister 50-km-Straßenlauf

##### Podestplätze Frauen
|     | Jahr | 1. Platz                      | h       | 2. Platz          | h       | 3. Platz                  | h       |
| --- | ---- | ----------------------------- | ------- | ----------------- | ------- | ------------------------- | ------- |
| 01. | 1995 | Maria Bak                     | 3:16:47 | Ricarda Botzon    | 3:29:52 | Birgit Lennartz-Lohrengel | 3:34:43 |
| 02. | 1996 | Sybille Möllensiep            | 3:31:22 | Angelika Dunke    | 3:42:41 | Antje Küpper              | 3:44:59 |
| 03. | 1997 | Gabriele Reiners              | 3:33:33 | Tanja Schäfer     | 3:37:25 | Birgit Kieven             | 3:44:49 |
| 04. | 1998 | Ursula Wolf                   | 4:00:22 | Birgit Kieven     | 4:02:49 | Gabriele Reiners          | 4:05:11 |
| 05. | 1999 | Nicole Kresse                 | 3:34:39 | Ricarda Botzon    | 3:38:52 | Gabriele Reiners          | 3:41:23 |
| 06. | 2000 | Constanze Wagner              | 3:32:39 | Nicole Kresse     | 3:39:59 | Birgit Lennartz-Lohrengel | 3:44:19 |
| 07. | 2001 | Nicole Kresse -2-             | 3:37:07 | Simone Stöppler   | 3:55:31 | Hannelore Horst           | 4:01:22 |
| 08. | 2002 | Simone Stöppler               | 3:52:32 | Gabriele Ehls     | 4:14:48 | Ursula Schiweck           | 4:28:16 |
| 09. | 2003 | Birgit Schönherr-Hölscher     | 3:49:01 | Carmen Hildebrand | 3:52:56 | Kathleen Homann           | 3:53:37 |
| 10. | 2004 | Petra Piel                    | 4:47:58 | Doris Voegelin    | 5:03:40 | Dagmar Nicklaus           | 5:55:23 |
| 11. | 2005 | Verena Walter                 | 3:59:26 | Antje Krause      | 4:03:11 | Ulrike Steeger            | 4:04:25 |
| 12. | 2006 | Ute Wollenberg                | 4:22:07 | Petra Pflitsch    | 4:24:09 | Silke Stutzke             | 4:25:53 |
| 13. | 2007 | Birgit Schönherr-Hölscher -2- | 3:45:07 | Heike Angel       | 3:57:35 | Verena Walter             | 4:08:22 |
| 14. | 2008 | Dorothea Frey                 | 3:43:19 | Antje Krause      | 4:06:40 | Nicole Benning            | 4:09:07 |
| 15. | 2009 | Nicole Benning                | 3:52:19 | Elke Gärtner      | 3:59:32 | Simone Stöppler           | 4:02:33 |
| 16. | 2010 | Birgit Schönherr-Hölscher -3- | 3:51:37 | Manuela Röder     | 3:53:49 | Gabriele Kenkenberg       | 3:56:40 |
| 17. | 2011 | Veronika Ulrich               | 3:42:32 | Manuela Röder     | 3:47:28 | Antje Krause              | 3:50:53 |
| -   | 2012 |                               |         | nicht ausgetragen |         |                           |         |
| 18. | 2013 | Pamela Veith                  | 3:40:09 | Carina Schipp     | 3:46:17 | Gabriele Kenkenberg       | 3:48:18 |
| 19. | 2014 | Nele Alder-Baerens            | 3:35:50 | Patricia Rolle    | 3:45:50 | Pamela Veith              | 3:49:57 |
| 20. | 2015 | Nele Alder-Baerens -2-        | 3:37:23 | Pamela Veith      | 3:40:51 | Carina Schipp             | 3:49:30 |
| 21. | 2016 | Nele Alder-Baerens -3-        | 3:20:33 | Patricia Rolle    | 3:53:24 | Antje Krause              | 3:54:34 |
| 22. | 2017 | Elisabeth Fladerer            | 3:57:30 | Katrin Herbrik    | 4:06:05 | Branka Hajek              | 4:12:58 |
| 23. | 2018 | Nele Alder-Baerens -4-        | 3:25:39 | Susanne Gölz      | 3:44:23 | Birgit Fauser             | 3:56:47 |

##### Podestplätze Männer
|     | Jahr | 1. Platz             | h       | 2. Platz             | h       | 3. Platz             | h       |
| --- | ---- | -------------------- | ------- | -------------------- | ------- | -------------------- | ------- |
| 01. | 1995 | Shane Downes         | 2:55:45 | Michael Sommer       | 2:58:34 | Josef Schneider      | 3:34:43 |
| 02. | 1996 | Rainer Müller        | 2:58:07 | Jan Vandendriessche  | 3:01:32 | Volker Krajenski     | 3:02:17 |
| 03. | 1997 | Thomas Lang          | 2:53:51 | Lars Brandenburger   | 3:15:29 | Wolfgang Thamm       | 3:16:49 |
| 04. | 1998 | Jürgen Wieser        | 3:15:39 | Sergey Davydko       | 3:30:24 | Rainer Lindemann     | 3:31:34 |
| 05. | 1999 | Janusz Sarnicki      | 2:53:07 | Sergei Kozlov        | 3:03:16 | Ulrich Grallath      | 3:09:02 |
| 06. | 2000 | Thomas Braukmann     | 3:07:33 | Rainer Lindemann     | 3:13:19 | Frank Balzer         | 3:13:58 |
| 07. | 2001 | Ulrich Grallath      | 3:17:22 | Gerhard Neubauer     | 3:11:02 | Ortwin Roye          | 3:15:53 |
| 08. | 2002 | Gerhard Neubauer     | 3:14:40 | Kazimierz Bak        | 3:17:31 | Thomas König         | 3:18:09 |
| 09. | 2003 | Jochen Kümpel        | 3:11:57 | Jörg Schreiber       | 3:19:27 | Ulrich Santherr      | 3:20:01 |
| 10. | 2004 | Jochen Kümpel -2-    | 3:23:32 | Rainer Wilfried Koch | 3:30:37 | Bernd Juckel         | 3:38:09 |
| 11. | 2005 | Michael Sommer       | 3:08:40 | Jochen Kümpel        | 3:09:37 | Michael Becker       | 3:10:50 |
| 12. | 2006 | Sven Kersten         | 3:17:03 | Rainer Wilfried Koch | 3:20:32 | Ralf Groß            | 3:26:51 |
| 13. | 2007 | Thomas Braukmann -2- | 3:11:47 | Sven Kersten         | 3:14:51 | Alexander Dackiw     | 3:15:03 |
| 14. | 2008 | Johannes Haßlinger   | 3:14:56 | Sven Kersten         | 3:17:10 | Roland Rauter        | 3:20:05 |
| 15. | 2009 | Thomas Dehaut        | 3:03:49 | Michael Sommer       | 3:12:00 | Sascha Velten        | 3:13:11 |
| 16. | 2010 | Peter Seifert        | 2:57:59 | Tobias Hegmann       | 3:13:02 | Thomas Dehaut        | 3:13:48 |
| 17. | 2011 | Peter Seifert        | 2:52:26 | Rainer König         | 3:16:44 | Achim Zimmermann     | 3:17:47 |
| -   | 2012 |                      |         | nicht ausgetragen    |         |                      |         |
| 18. | 2013 | Lars Rößler          | 3:09:17 | Mirco Berner         | 3:17:18 | Adam Zahoran         | 3:17:27 |
| 19. | 2014 | Niels Bubel          | 3:04:12 | Adam Zahoran         | 3:12:33 | Vinodkumar Shrinivas | 3:15:21 |
| 20. | 2015 | Niels Bubel -2-      | 2:55:16 | Florian Neuschwander | 3:05:21 | Thomas Klingenberger | 3:09:35 |
| 21. | 2016 | Paul Schmidt         | 2:49:06 | Marco Bscheidl       | 3:00:51 | Niels Bubel          | 3:04:31 |
| 22. | 2017 | Kay-Uwe Müller       | 3:17:59 | Richard Schumacher   | 3:26:50 | Frank Merrbach       | 3:29:42 |
| 23. | 2018 | Frank Merrbach       | 3:03:27 | Robert Kubisch       | 3:07:20 | Tobias Babel         | 3:11:25 |

### 50-km-Bahnlauf
Die Deutschen Meisterschaften der DUV im 50-Kilometer-Bahnlauf wurden nur zweimal ausgetragen und 2001, wie der 100-km-Bahnlauf, mangels Läuferinteresse eingestellt.

#### Deutsche Meisterschaften 50-km-Bahnlauf
|     | Jahr | Datum   | Ort/Veranstaltung                                       | Zieleinläufe  | Ergebnisse     |
| --- | ---- | ------- | ------------------------------------------------------- | ------------- | -------------- |
| 01. | 2000 | 7. Okt. | Ottweiler, 50 km Bahnlauf Ottweiler                     | 10 (9 m, 1 w) | Teilergebnisse |
| 02. | 2001 | 6. Okt. | Fellbach-Fellbach#Schmiden, 2. DUV-DM im 50 km Bahnlauf | 04 (4 m, 0 w) | Ergebnisse     |

#### Liste der Deutschen Meister 50-km-Bahnlauf

##### Podestplätze Frauen
|     | Jahr | 1. Platz     | h       | 2. Platz | h | 3. Platz | h |
| --- | ---- | ------------ | ------- | -------- | - | -------- | - |
| 01. | 2000 | Silke Feller | 6:07:18 | –        |   | –        |   |
| 02. | 2001 | –            |         | –        |   | –        |   |

##### Podestplätze Männer
|     | Jahr | 1. Platz         | h       | 2. Platz           | h       | 3. Platz      | h       |
| --- | ---- | ---------------- | ------- | ------------------ | ------- | ------------- | ------- |
| 01. | 2000 | Willi Müller     | 3:47:50 | Karl-Heinz Brausam | 3:51:51 | Wolfgang Hepp | 3:54:17 |
| 02. | 2001 | Willi Müller -2- | 4:00:14 | Gert Heinrich      | 4:03:17 | Albert Werner | 4:04:45 |

## 6-Stunden-Lauf
Die Deutschen Meisterschaften der DUV im 6-Stunden-Lauf werden seit 2012 ausgerichtet.

### Deutsche Meisterschaften 6-Stunden-Lauf
|     | Jahr | Datum       | Ort/Veranstaltung                                        | Zieleinläufe       | Ergebnisse |
| --- | ---- | ----------- | -------------------------------------------------------- | ------------------ | ---------- |
| 01. | 2012 | 3. November | Troisdorf, 12. Troisdorfer 6h-Lauf                       | 168 (128 m, 40 w)  | Ergebnisse |
|     | 2013 |             | nicht ausgetragen                                        |                    |            |
| 02. | 2014 | 13. Sept    | Weißenstadt, 12. 6 Stundenlauf des WSV Weißenstadt       | 067 (56 m, 11 w)   | Ergebnisse |
| 03. | 2015 | 3. Oktober  | Otterndorf, 10. Otterndorfer Gezeitenlauf                | 144 (112 m, 32 w)  | Ergebnisse |
| 04. | 2016 | 2. April    | Nürnberg, 20. Self-Transcendence 6-Stunden-Lauf Nürnberg | 202 (160 m, 42 w)  | Ergebnisse |
| 05. | 2017 | 11. März    | Münster, 8. 6-Stunden-Lauf Münster                       | 533 (395 m, 138 w) | Ergebnisse |
| 06. | 2018 | 9. Juni     | Hoyerswerda, 6. Hoyerswerda Europalauf                   | 85 (55 m, 30 w)    | Ergebnisse |
| 07. | 2019 | 14. April   | Mörfelden, 3. 6-Stunden-Lauf der SKV Mörfelden           | 187 (139 m, 48 w)  | Ergebnisse |
| 08. | 2020 | 5. April    | Herne, 3. 6-Stunden-Lauf-Herne                           | abgesagt           |            |
| 09. | 2021 | 18. April   | Herne, 6-Stunden-Lauf-Herne                              | abgesagt           |            |

### Liste der Deutschen Meister 6-Stunden-Lauf

#### Podestplätze Frauen
|     | Serie | 1. Platz               | km     | 2. Platz                  | km     | 3. Platz          | km     |
| --- | ----- | ---------------------- | ------ | ------------------------- | ------ | ----------------- | ------ |
| 01. | 2012  | Tanja Hooß             | 73,642 | Pamela Veith              | 72,568 | Simone Durry      | 69,904 |
| –   | 2013  |                        |        | nicht ausgetragen         |        |                   |        |
| 02. | 2014  | Pamela Veith           | 75,354 | Natascha Bischoff         | 72,576 | Birgit Schelter   | 64,962 |
| 03. | 2015  | Pamela Veith -2-       | 72,788 | Silke Gielen              | 67,111 | Ilka Friedrich    | 65,720 |
| 04. | 2016  | Nele Alder-Baerens     | 82,998 | Rebecca Walter            | 75,153 | Sarah Perkins     | 73,538 |
| 05. | 2017  | Nele Alder-Baerens -2- | 85,492 | Birgit Schönherr-Hölscher | 73.633 | Barbara Mallmann  | 73,608 |
| 06. | 2018  | Nele Alder-Baerens -3- | 78,927 | Anne Stephan              | 74,315 | Julia Jezek       | 69,117 |
| 07. | 2019  | Susanne Gölz           | 73,533 | Julia Jezek               | 72,521 | Andrea Schadewell | 72,409 |

#### Podestplätze Männer
|     | Serie | 1. Platz           | km     | 2. Platz             | km     | 3. Platz         | km     |
| --- | ----- | ------------------ | ------ | -------------------- | ------ | ---------------- | ------ |
| 01. | 2012  | Achim Zimmermann   | 83,520 | Rainer Wilfried Koch | 81,662 | Jörg Hooß        | 80,947 |
| –   | 2013  |                    |        | nicht ausgetragen    |        |                  |        |
| 02. | 2014  | Florian Böhme      | 80,724 | Adam Zahoran         | 79,061 | Christian Jakob  | 76,447 |
| 03. | 2015  | Adam Zahoran -2-   | 85,606 | Tobias Hegmann       | 84,214 | Jan-Hendrik Hans | 79,582 |
| 04. | 2016  | Adam Zahoran       | 87,991 | Matthias Dippacher   | 84,651 | Carsten Stegner  | 84,348 |
| 05. | 2017  | Christof Marquardt | 82,067 | Christian Jakob      | 80,960 | Benjamin Brade   | 80,082 |
| 06. | 2018  | Gerrit Wegener     | 76,922 | Robert Kubisch       | 73,524 | Stefan Thoms     | 72,435 |
| 07. | 2019  | Gerrit Wegener -2- | 82,630 | Michael Ohler        | 82,335 | Christoph Lux    | 81,048 |

## 24-Stunden-Lauf
Die Deutschen Meisterschaften der DUV im 24-Stunden-Lauf wurden von 1989 bis 2018 ausgerichtet, seit 2022 als Deutsche Ultramarathon-Meisterschaften der DUV in Kooperation mit dem DLV. Ab 2019 siehe Liste der Deutschen Meister im 24-Stunden-Lauf.

### Deutsche Meisterschaften 24-Stunden-Lauf
|     | Jahr | Datum            | Ort/Veranstaltung                                              | Zieleinläufe      | Ergebnisse |
| --- | ---- | ---------------- | -------------------------------------------------------------- | ----------------- | ---------- |
| 01. | 1989 | 13.–14. Mai      | Mörlenbach, 10. 24 Stundenlauf Mörlenbach                      | 057 (50 m, 7 w)   | Ergebnisse |
| 02. | 1990 | 17.–18. Aug.     | Elze, 2. Int. DM der DUV und IAU Europacup                     | 052 (44 m, 8 w)   | Ergebnisse |
| 03. | 1991 | 10.–11. Mai      | Apeldoorn, 13e 24 uurs Apeldoorn                               | 060 (49 m, 11 w)  | Ergebnisse |
| 04. | 1992 | 26.–27. Sept.    | Köln                                                           | 053 (43 m, 10 w)  | Ergebnisse |
| 05. | 1993 | 1.–2. Mai        | Basel, 6. Self-Transcendence 24h Lauf Basel                    | 059 (48 m, 11 w)  | Ergebnisse |
| 06. | 1994 | 13.–14. Mai      | Apeldoorn, 16e 24 uurs Apeldoorn                               | 056 (46 m, 10 w)  | Ergebnisse |
| 07. | 1995 | 23.–24. Sept.    | Bobingen 1. 24-Stunden-Self-Transcendence-Lauf Bobingen        | 058 (48 m, 10 w)  | Ergebnisse |
| 08. | 1996 | 29.–30. Juni     | Fellbach/Fellbach#Schmiden                                     | 072 (61 m, 11 w)  | Ergebnisse |
| 09. | 1997 | 7.–8. Juni       | Reichenbach im Vogtland, 11. 24-Stundenlauf in Reichenbach     | 067 (62 m, 5 w)   | Ergebnisse |
| 10. | 1998 | 20.–21. Juni     | Scharnebeck 2. 24 h Lauf Scharnebeck                           | 071 (57 m, 14 w)  | Ergebnisse |
| 11. | 1999 | 8.–9. Mai        | Basel, 11. Int. Dt. Meisterschaft der DUV im 24h-Lauf          | 074 (59 m, 15 w)  | Ergebnisse |
| 12. | 2000 | 27.–28. Mai      | Hamburg                                                        | 109 (89 m, 20 w)  | Ergebnisse |
| 13. | 2001 | 8.–9. Sept.      | Fellbach/Fellbach#Schmiden                                     | 064 (49 m, 15 w)  | Ergebnisse |
| 14. | 2002 | 22.–23. Juni     | Reichenbach im Vogtland, 16. 24-Stundenlauf in Reichenbach     | 101 (86 m, 15 w)  | Ergebnisse |
| 15. | 2003 | 14.–15. Juni     | Scharnebeck, 4. 24 h Lauf Scharnebeck                          | 075 (59 m, 16 w)  | Ergebnisse |
| 16. | 2004 | 22.–23. Mai      | Hamburg                                                        | 084 (67 m, 17 w)  | Ergebnisse |
| 17. | 2005 | 25.–26. Juni     | Reichenbach im Vogtland, 19. 24-Stundenlauf in Reichenbach     | 110 (92 m, 18 w)  | Ergebnisse |
| 18. | 2006 | 24.–25. Juni     | Reichenbach im Vogtland, 20. 24-Stundenlauf in Reichenbach     | 106 (88 m, 18 w)  | Ergebnisse |
| 19. | 2007 | 16.–17. Juni     | Scharnebeck                                                    | 119 (90 m, 29 w)  | Ergebnisse |
| 20. | 2008 | 12.–13. Juli     | Berlin, Self-Transcendence 24 Stunden Berlin                   | 095 (77 m, 18 w)  | Ergebnisse |
| 21. | 2009 | 20.–21. Juni     | Stadtoldendorf                                                 | 115 (91 m, 24 w)  | Ergebnisse |
| 22. | 2010 | 19.–20. Juni     | Rockenhausen, 1. Internationaler Rockenhausener 24 Stundenlauf | 134 (101 m, 33 w) | Ergebnisse |
| 23. | 2011 | 23.–24. Juli     | Reichenbach im Vogtland, 23. 24-Stundenlauf in Reichenbach     | 137 (104 m, 33 w) | Ergebnisse |
| 24. | 2012 | 2.–3. Juni       | Stadtoldendorf                                                 | 077 (56 m, 21 w)  | Ergebnisse |
| 25. | 2013 | 7.–8. Sept.      | Karlsruhe                                                      | 114 (82 m, 32 w)  | Ergebnisse |
| 26. | 2014 | 12.–13. Juli     | Berlin, 7. Self-Transcendence 24 Stunden Berlin                | 091 (69 m, 22 w)  | Ergebnisse |
| 27. | 2015 | 27.–28. Juni     | Reichenbach im Vogtland, 27. 24-Stundenlauf in Reichenbach     | 134 (110 m, 24 w) | Ergebnisse |
| 28. | 2016 | 30. April–1. Mai | Basel, Self-Transcendence 24h Lauf Basel                       | 076 (56 m, 20 w)  | Ergebnisse |
| 29. | 2017 | 2.–3. Sept.      | Gotha                                                          | 136 (105 m, 31 w) | Ergebnisse |
| 30. | 2018 | 1.–2. Sept.      | Bottrop, 2. Bottroper Ultralauf Festival                       | 153 (106 m, 47 w) | Ergebnisse |

### Liste der Deutschen Meister 24-Stunden-Lauf

#### Podestplätze Frauen
|     | Serie | 1. Platz            | km      | 2. Platz          | km      | 3. Platz              | km      |
| --- | ----- | ------------------- | ------- | ----------------- | ------- | --------------------- | ------- |
| 01. | 1989  | Monika Kuno         | 218,418 | Helga Backhaus    | 195,562 | Gisela Fricke         | 187,836 |
| 02. | 1990  | Helga Backhaus      | 212,136 | Gisela Fricke     | 205,397 | Christel Roos         | 202,245 |
| 03. | 1991  | Helga Backhaus -2-  | 207,326 | Christel Roos     | 205,429 | Gisela Fricke         | 202.786 |
| 04. | 1992  | Helga Backhaus -3-  | 221,328 | Monika Peter      | 212,323 | Gisela Fricke         | 207.007 |
| 05. | 1993  | Sigrid Lomsky       | 243,657 | Sigrid Lomsky     | 243,657 | Anna Dyck             | 214,980 |
| 06. | 1994  | Monika Peter        | 216,195 | Helga Backhaus    | 208,766 | Anna Dyck             | 198,798 |
| 07. | 1995  | Else Bayer          | 186,272 | Isabella Merkle   | 179,291 | Martina Hausmann      | 177,508 |
| 08. | 1996  | Anna Dyck           | 198,941 | Martina Hausmann  | 181.146 | Else Bayer            | 177,022 |
| 09. | 1997  | Helga Backhaus -4-  | 194,297 | Heike Pawzik      | 171,461 | Martina Hausmann      | 163,362 |
| 10. | 1998  | Martina Hausmann    | 191,086 | Elisabeth Hermann | 187,240 | Gisela Fricke         | 174,432 |
| 11. | 1999  | Helga Backhaus -5-  | 210,279 | Christine Sextl   | 195,439 | Martina Hausmann      | 192,970 |
| 12. | 2000  | Helga Backhaus -6-  | 212,256 | Ricarda Botzon    | 200,187 | Monika Belau          | 187,105 |
| 13. | 2001  | Helga Backhaus -7-  | 201,837 | Heike Pawzik      | 183,888 | Christine Sextl       | 182,270 |
| 14. | 2002  | Cornelia Bullig     | 188,915 | Marianne Dahl     | 183,469 | Mereth Rose           | 182,565 |
| 15. | 2003  | Barbara Szlachetka  | 211,990 | Cornelia Bullig   | 207,889 | Ilona Schlegel        | 199,410 |
| 16. | 2004  | Ilona Schlegel      | 202,721 | Anke Drescher     | 201,666 | Marion Braun          | 200,136 |
| 17. | 2005  | Anke Drescher       | 184,474 | Heike Pawzik      | 169,660 | Elke Streicher        | 169,324 |
| 18. | 2006  | Marika Heinlein     | 186,704 | Anke Drescher     | 181,736 | Heike Pawzik          | 171,795 |
| 19. | 2007  | Monika Belau        | 209,649 | Ilona Schlegel    | 192,960 | Marika Heinlein       | 192,681 |
| 20. | 2008  | Marika Heinlein -2- | 215,906 | Grit Seidel       | 201,931 | Simone Stegmaier      | 181,465 |
| 21. | 2009  | Marika Heinlein -3- | 209,871 | Antje Krause      | 208,667 | Gabriele Grohmann     | 202,339 |
| 22. | 2010  | Gabriele Grohmann   | 213,573 | Marika Heinlein   | 210,048 | Dorothea Pfeffer      | 200,319 |
| 23. | 2011  | Antje Krause        | 228,490 | Marika Heinlein   | 208,880 | Dorothea Pfeffer      | 183,690 |
| 24. | 2012  | Melanie Straß       | 228,595 | Marika Heinlein   | 206,359 | Regina Berger-Schmitt | 172,856 |
| 25. | 2013  | Antje Krause -2-    | 212,445 | Antje Schuhaj     | 203,774 | Anja Tegatz           | 180,900 |
| 26. | 2014  | Antje Krause -3-    | 216,447 | Sigrid Hoffmann   | 212,965 | Marika Heinlein       | 210,666 |
| 27. | 2015  | Antje Krause -4-    | 223,497 | Grit Seidel       | 200,073 | Marika Heinlein       | 195,365 |
| 28. | 2016  | Antje Krause -5-    | 210,505 | Sandra Sons       | 202,427 | Claudia Krantz        | 188,535 |
| 29. | 2017  | Antje Krause -6-    | 219,171 | Julia Fatton      | 210,636 | Nadja Koch            | 200,704 |
| 30. | 2018  | Anke Libuda         | 232,702 | Claudia Lederer   | 200,753 | Claudia Krantz        | 192,007 |

#### Podestplätze Männer
|     | Serie | 1. Platz           | km      | 2. Platz              | km      | 3. Platz            | km      |
| --- | ----- | ------------------ | ------- | --------------------- | ------- | ------------------- | ------- |
| 01. | 1989  | Peter Samulski     | 256,513 | Helmut Schieke        | 251,020 | Hans-Martin Erdmann | 241,880 |
| 02. | 1990  | Peter Samulski -2- | 261,028 | Dusan Mravlje         | 252,858 | David Cooper        | 250,067 |
| 03. | 1991  | Helmut Schieke     | 244,451 | Hans-Jürgen Seydler   | 232,222 | Anton Smeets        | 224,720 |
| 04. | 1992  | Peter Samulski -3- | 247,500 | Torleif Rekkebo       | 232,865 | Milan Tuhovcak      | 230,332 |
| 05. | 1993  | Helmut Dreyer      | 259,265 | Valery Klement        | 244,742 | Kassian Burster     | 228,553 |
| 06. | 1994  | Thomas Kabuss      | 236,662 | Bernd Zander          | 227,815 | Klaus-Dieter Muttke | 217,376 |
| 07. | 1995  | Michael Maier      | 240,526 | Eugen Leipner         | 229,233 | Alfred Schippels    | 226,982 |
| 08. | 1996  | Michael Maier -2-  | 243,442 | Albert Lehrhuber      | 226,644 | Kassian Burster     | 222,337 |
| 09. | 1997  | Jens Lukas         | 229,009 | Bernd Kühnl           | 212,078 | Albert Lehrhuber    | 208,089 |
| 10. | 1998  | Eugen Leipner      | 234,206 | Thomas Blumtritt      | 216,895 | Frank Olm           | 212,331 |
| 11. | 1999  | Jens Lukas -2-     | 252,984 | Achim Heukemes        | 235,008 | Thomas Blumtritt    | 232,948 |
| 12. | 2000  | Achim Heukemes     | 236,210 | Gerald Dudacy         | 227,402 | Wolfgang Feikert    | 221,211 |
| 13. | 2001  | Achim Heukemes -2- | 224,558 | Gerald Dudacy         | 220,123 | Walter Eberhard     | 213,990 |
| 14. | 2002  | Sigurd Dutz        | 223,034 | Karl Graf             | 215,104 | Albert Lehrhuber    | 210,871 |
| 15. | 2003  | Sigurd Dutz -2-    | 232,406 | Gerald Dudacy         | 230,269 | Eugen Leipner       | 218,357 |
| 16. | 2004  | Jens Lukas -3-     | 253,122 | Sigurd Dutz           | 236,588 | Ralf Steißlinger    | 233,453 |
| 17. | 2005  | Dietmar Mücke      | 210,962 | Albert Lehrhuber      | 206,630 | Hubert Karl         | 204,911 |
| 18. | 2006  | Florian Reus       | 205,318 | Hubert Karl           | 200,836 | Christoph Lux       | 195,679 |
| 19. | 2007  | Florian Reus -2-   | 233,145 | Gerald Dudacy         | 221,776 | Norbert Madry       | 216,493 |
| 20. | 2008  | Jan Prochaska      | 242,933 | Michael Vanicek       | 232,685 | Michael Irrgang     | 229,642 |
| 21. | 2009  | Michael Hilzinger  | 244,040 | Michael Irrgang       | 236,431 | Patrick Hösl        | 233,481 |
| 22. | 2010  | René Strosny       | 236,518 | Erhard Mario Reichelt | 231,203 | Oliver Ruf          | 229,750 |
| 23. | 2011  | Florian Reus -3-   | 246,349 | Michael Hilzinger     | 238,968 | Kai Horschig        | 223,634 |
| 24. | 2012  | Florian Reus -4-   | 255,369 | Michael Hilzinger     | 244,271 | Stefan Thoms        | 211,310 |
| 25. | 2013  | Günter Marhold     | 229,568 | Wolfgang Schwerk      | 219,630 | Roland Riedel       | 216,091 |
| 26. | 2014  | Stefan Thoms       | 241,475 | Michael Vanicek       | 240,693 | Christof Kühner     | 232,950 |
| 27. | 2015  | Stefan Thoms -2-   | 236,422 | Günter Marhold        | 234,024 | Dominik Pick        | 226.829 |
| 28. | 2016  | Stefan Thoms -3-   | 237,164 | Hilmar Langpeter      | 236,247 | Günter Marhold      | 228,007 |
| 29. | 2017  | Marcel Leuze       | 240,672 | Stefan Wilsdorf       | 234,894 | Stefan Thoms        | 230,713 |
| 30. | 2018  | Marcel Leuze -2-   | 237,205 | Manuel Tuna           | 230,909 | Friedemann Hecke    | 217,826 |

## Ultratrail
Die Deutschen Meisterschaften der DUV im Ultratrail (früher unter Bezeichnung Cross- und Landschaftslauf) wurden von 2001 bis 2018 ausgerichtet, seit 2022 als Deutsche Ultramarathon-Meisterschaften der DUV in Kooperation mit dem DLV.

### Deutsche Meisterschaften Ultratrail
|     | Jahr | Datum         | Ort/Veranstaltung                                           | km   | Zieleinläufe         | Ergebnisse |
| --- | ---- | ------------- | ----------------------------------------------------------- | ---- | -------------------- | ---------- |
| 01. | 2001 | 20. Okt.      | Schwäbisch Gmünd, 11. Schwäbische Alb Marathon              | 50   | 0606 (540 m, 66 w)   | Ergebnisse |
| 02. | 2002 | 25. Mai       | Eisenach, 30. GutsMuths-Rennsteiglauf                       | 74,5 | 1383 (1257 m, 126 w) | Ergebnisse |
| 03. | 2003 | 31. Aug.      | Vöhl, Edersee Supermarathon                                 | 60   | 078 (69 m, 9 w)      | Ergebnisse |
| 04. | 2004 | 24. Apr.      | Wernigerode, 25. Harzquerung Wernigerode-Nordhausen         | 51   | 0288 (242 m, 46 w)   | Ergebnisse |
| 05. | 2005 | 22. Okt.      | Schwäbisch Gmünd, 15. Schwäbische Alb Marathon              | 50   | 0637 (549 m, 88 w)   | Ergebnisse |
| 06. | 2006 | 24. Sep.      | Kempten, 4. Allgäuer Voralpenmarathon                       | 45   | 0249 (206 m, 43 w)   | Ergebnisse |
| 07. | 2007 | 28. Okt.      | Remscheid, 7. Röntgenlauf                                   | 63,3 | 0154 (132 m, 22 w)   | Ergebnisse |
| 08. | 2008 | 13. Sep.      | Plettenberg, P-Weg-Lauf in Plettenberg                      | 67   | 0106 (87 m, 19 w)    | Ergebnisse |
| 09. | 2009 | 18. Juli      | Hoppstädten, 6. Bärenfels-Ultra-Trail                       | 64,8 | 077 (63 m, 14 w)     | Ergebnisse |
| 10. | 2010 | 3. Juli       | Fröttstädt, 4. thüringenULTRA                               | 75   | 044 (35 m, 9 w)      | Ergebnisse |
| 11. | 2011 | 21. Aug.      | Sonthofen, 3. Allgäu-Panorama-Ultratrail                    | 69   | 0222 (198 m, 24 w)   | Ergebnisse |
| 12. | 2012 | 19. Mai       | Bödefeld, 6. Bödefelder Hollenlauf                          | 67   | 0115 (92 m, 23 w)    | Ergebnisse |
| 13. | 2013 | 22. Sep.      | Kempten, 10. Allgäuer Voralpenmarathon                      | 51,7 | 0235 (176 m, 59 w)   | Ergebnisse |
| 14. | 2014 | 7. Juni       | Reichweiler, 6. Keufelskopf Ultra-Trail                     | 85   | 0100 (82 m, 18 w)    | Ergebnisse |
| 15. | 2015 | 5. Sep.       | Plettenberg, P-Weg-Lauf in Plettenberg, Sauerland           | 73   | 0144 (117 m, 27 w)   | Ergebnisse |
| 16. | 2016 | 17. Apr.      | Witzenhausen, 4. Bilstein Ultra Marathon                    | 65   | 0231 (196 m, 35 w)   | Ergebnisse |
| 17. | 2017 | 17. Juni      | Grainau, 7. Zugspitz Ultratrail                             | 81,4 | 095 (80 m, 15 w)     | Ergebnisse |
| 19. | 2018 | 14. Juli      | Veitshöchheim, 5. Maintal-Ultratrail                        | 64   | 0240 (192 m, 48 w)   | Ergebnisse |
| 20. | 2021 | 11. September | Suhl, 5. Südthüringentrail – Heldentrail                    | 65   | 0238 (180 m, 58 w)   | Ergebnisse |
| 21. | 2022 | 16./17. Juli  | Garmisch-Partenkirchen, Zugspitz Ultratrail – Supertrail XL | 83   | 044 (37 m, 7 w)      | Ergebnisse |
| 22. | 2023 | 24. Juni      | Breitenbrunn/Erzgeb., 10. Sachsentrail                      | 74,5 | 090 (69 m, 21 w)     | Ergebnisse |

### Liste der Deutschen Meister Ultratrail

#### Podestplätze Frauen
|     | Jahr | 1. Platz                   | h        | 2. Platz             | h        | 3. Platz              | h        |
| --- | ---- | -------------------------- | -------- | -------------------- | -------- | --------------------- | -------- |
| 01. | 2001 | Isabella Bernhard          | 4:02:28  | Andrea Calmbach      | 4:13:15  | Carmen Hildebrand     | 4:16:21  |
| 02. | 2002 | Isabella Bernhard -2-      | 6:10:57  | Julia Alter          | 6:23:25  | Bärbel Jacobi         | 6:41:03  |
| 03. | 2003 | Andrea Fiehring            | 6:02:46  | Erika Freund         | 6:34:04  | Marita Brunnmeier     | 6:37:51  |
| 04. | 2004 | Nicole Kresse              | 4:03:33  | Carmen Hildebrand    | 4:09:09  | Ute Wollenberg        | 4:38:28  |
| 05. | 2005 | Heike Grob                 | 4:27:38  | Anja Samse           | 4:38:08  | Julia Häußler         | 4:42:31  |
| 06. | 2006 | Anneliese Weber            | 3:49:14  | Julia Alter          | 3:49:29  | Gerti Ott             | 3:50:16  |
| 07. | 2007 | Nicole Kresse -2-          | 5:17:32  | Inge Raabe           | 5:39:21  | Corinna Mertens       | 5:44:29  |
| 08. | 2008 | Carmen Hildebrand          | 6:11:43  | Claudia Stader       | 6:15:00  | Bärbel Lemme          | 6:19:04  |
| 09. | 2009 | Bärbel Lemme               | 6:52:57  | Iris Eschelbach      | 7:26:17  | Petra Wurster         | 7:44:08  |
| 10. | 2010 | Brigitte Rodenbeck-Hellert | 7:32:47  | Petra Wurster        | 8:17:52  | Cornelia Bullig       | 8:38:50  |
| 11. | 2011 | Stefanie Felgenhauer       | 8:25:41  | Silke Konold         | 8:49:32  | Antje Schuhaj         | 8:50:34  |
| 12. | 2012 | Pamela Veith               | 5:47:05  | Inge Rabe            | 6:22:04  | Edith Lechner         | 6:27:32  |
| 13. | 2013 | Silke Pfenningschmidt      | 4:09:26  | Pamela Veith         | 4:15:07  | Nadine Hailer         | 4:22:20  |
| 14. | 2014 | Pamela Veith -2-           | 10:27:00 | Kim-Dania Schierhorn | 11:24:00 | Gabriele Kenkenberg   | 11:25:00 |
| 15. | 2015 | Pamela Veith -3-           | 6:55:38  | Anja Karau           | 6:59:17  | Angela Beckmann       | 7:12:09  |
| 16. | 2016 | Manishe Sina               | 5:36:00  | Pamela Veith         | 5:37:31  | Silke Pfenningschmidt | 5:44:51  |
| 17. | 2017 | Eva-Maria Sperger          | 10:46:19 | Tatiana Mitkina      | 11:08:03 | Simone Philipp        | 11:24:23 |
| 19. | 2018 | Pia Winkelblech            | 6:09:44  | Annette Müller       | 6:12:44  | Birgit Fauser         | 6:18:15  |
| 20. | 2021 | Almut Dreßler              | 6:37:13  | Anke Friedl          | 6:54:12  | Anna Jansen           | 6:59:56  |
| 21. | 2022 | Anna Hahner                | 9:59:06  | Anna Jansen          | 10:31:36 | Pamela Veith          | 12:15:06 |
| 22. | 2023 | Katrin Ochs                | 7:34:44  | Antonia Müller       | 7:49:15  | Malin Auraß           | 8:04:05  |

#### Podestplätze Männer
|     | Jahr | 1. Platz                 | h       | 2. Platz             | h       | 3. Platz               | h       |
| --- | ---- | ------------------------ | ------- | -------------------- | ------- | ---------------------- | ------- |
| 01. | 2001 | Helmut Schießl           | 3:17:22 | Jürgen Wieser        | 3:21:57 | Andrei Lioshyn         | 3:30:50 |
| 02. | 2002 | Thomas Miksch            | 5:16:00 | Helmut Schießl       | 5:19:55 | Jan Vandendriessche    | 5:21:42 |
| 03. | 2003 | Rainer Wilfried Koch     | 4:01:12 | Heiko Kollas         | 4:14:41 | Aliaksandr Rymashevski | 4:16:49 |
| 04. | 2004 | Rainer Wilfried Koch -2- | 3:28:55 | Thomas Drößler       | 3:30:56 | Ulrich Grallath        | 3:31:38 |
| 05. | 2005 | Michael Sailer           | 3:28:18 | Helmut Dehaut        | 3:35:51 | Hauke Dutschak         | 3:37:50 |
| 06. | 2006 | Sascha Velten            | 3:13:08 | Christian Stork      | 3:17:33 | Frank Stephan          | 3:20:14 |
| 07. | 2007 | Sascha Velten -2-        | 4:23:06 | Rainer Wilfried Koch | 4:34:01 | Jörn Hesse             | 4:47:07 |
| 08. | 2008 | Stefan Hinze             | 4:59:13 | Sascha Velten        | 5:00:35 | Rainer Wilfried Koch   | 5:01:27 |
| 09. | 2009 | Sascha Velten -3-        | 5:26:08 | Daniel Weiser        | 5:29:56 | Rainer Wilfried Koch   | 5:48:25 |
| 10. | 2010 | Thomas Braukmann         | 5:46:25 | Rainer Wilfried Koch | 6:04:54 | Thomas Herget          | 6:13:56 |
| 11. | 2011 | Thomas Miksch -2-        | 6:24:56 | Christian Stork      | 6:54:39 | Sascha Velten          | 7:06:59 |
| 12. | 2012 | René Strosny             | 4:51:45 | Achim Zimmermann     | 4:58:11 | Rainer Wilfried Koch   | 5:01:18 |
| 13. | 2013 | Helmut Schießl -2-       | 3:45:59 | Michael Sommer       | 3:52:58 | Achim Zimmermann       | 3:52:59 |
| 14. | 2014 | Rudi Döhnert             | 8:36:00 | Achim Zimmermann     | 9:31:00 | Philipp Sahm           | 9:58:00 |
| 15. | 2015 | Martin Schedler          | 5:47:33 | Max Kirschbaum       | 5:51:45 | Achim Zimmermann       | 5:56:11 |
| 16. | 2016 | Florian Reichert         | 4:29:03 | Alexander Dautel     | 4:45:37 | Martin Schedler        | 4:48:59 |
| 17. | 2017 | Markus Mingo             | 9:02:18 | Alexander Dautel     | 9:16:38 | Max Kirschbaum         | 9:16:55 |
| 19. | 2018 | Moritz auf der Heide     | 4:47:57 | Alexander Dautel     | 4:54:55 | Frank Merrbach         | 4:58:54 |
| 20. | 2021 | Lukas Kley               | 5:44:23 | Alexander Dautel     | 5:44:23 | Oliver Helmboldt       | 5:53:15 |
| 21. | 2022 | Markus Mingo             | 8:34:37 | Matthias Reichart    | 9:08:18 | Markus Brennauer       | 9:24:33 |
| 22. | 2023 | Daniel Greiner           | 6:06:53 | Markus Brennauer     | 6:15:25 | Marc Schulze           | 6:17:09 |